# Göttinger Kleinbahn
Göttinger Kleinbahn – była kolej wąskotorowa w kraju związkowym Dolna Saksonia, w Niemczech. Łączyła Getyngę z Duderstadt.